# Oud-Zuid (Groningen)
Oud-Zuid is een wijk in Groningen. De wijk ligt ten zuiden van de Binnenstad. De grenzen worden grotendeels gevormd door het Hoendiep, het Verbindingskanaal, de Europaweg, de zuidelijke ringweg en de westelijke ringweg. Het stationsgebied hoort niet bij de wijk, terwijl het Stadspark, ook het deel ten westen van de ring, in zijn geheel tot de wijk wordt gerekend. De wijk werd als zodanig gevormd bij de nieuwe wijk- en buurtindeling van Groningen in 2014. Oud-Zuid is onderverdeeld in tien buurten: De Meeuwen, Zeeheldenbuurt, de Badstratenbuurt, Oosterpoort, Laanhuizen, Herewegbuurt, Rivierenbuurt, de Grunobuurt, Stadspark en het  Martini Trade Park. 

## Fotogalerij

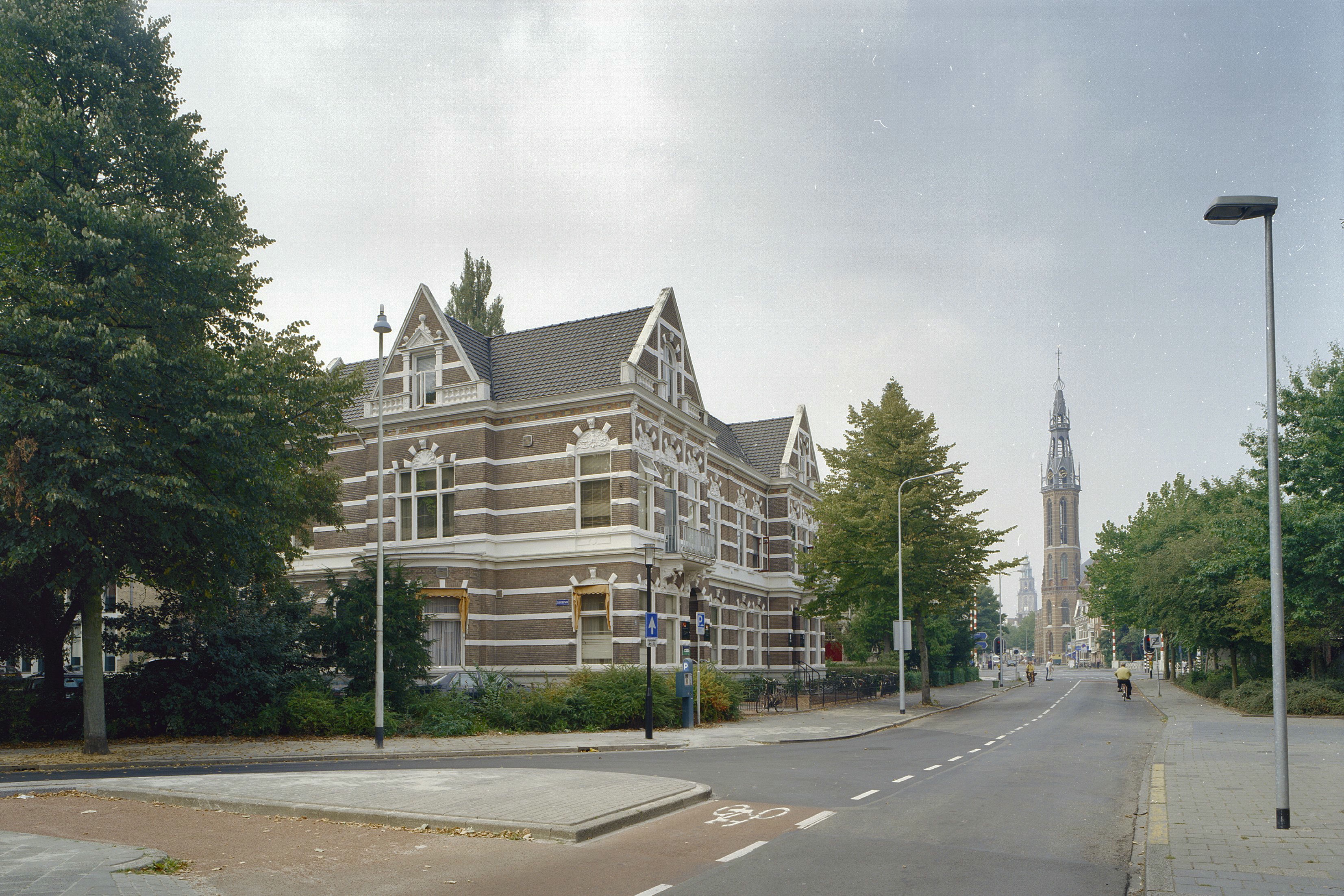
Hoek Oosterweg-Parklaan met zicht op Jozefkathedraal
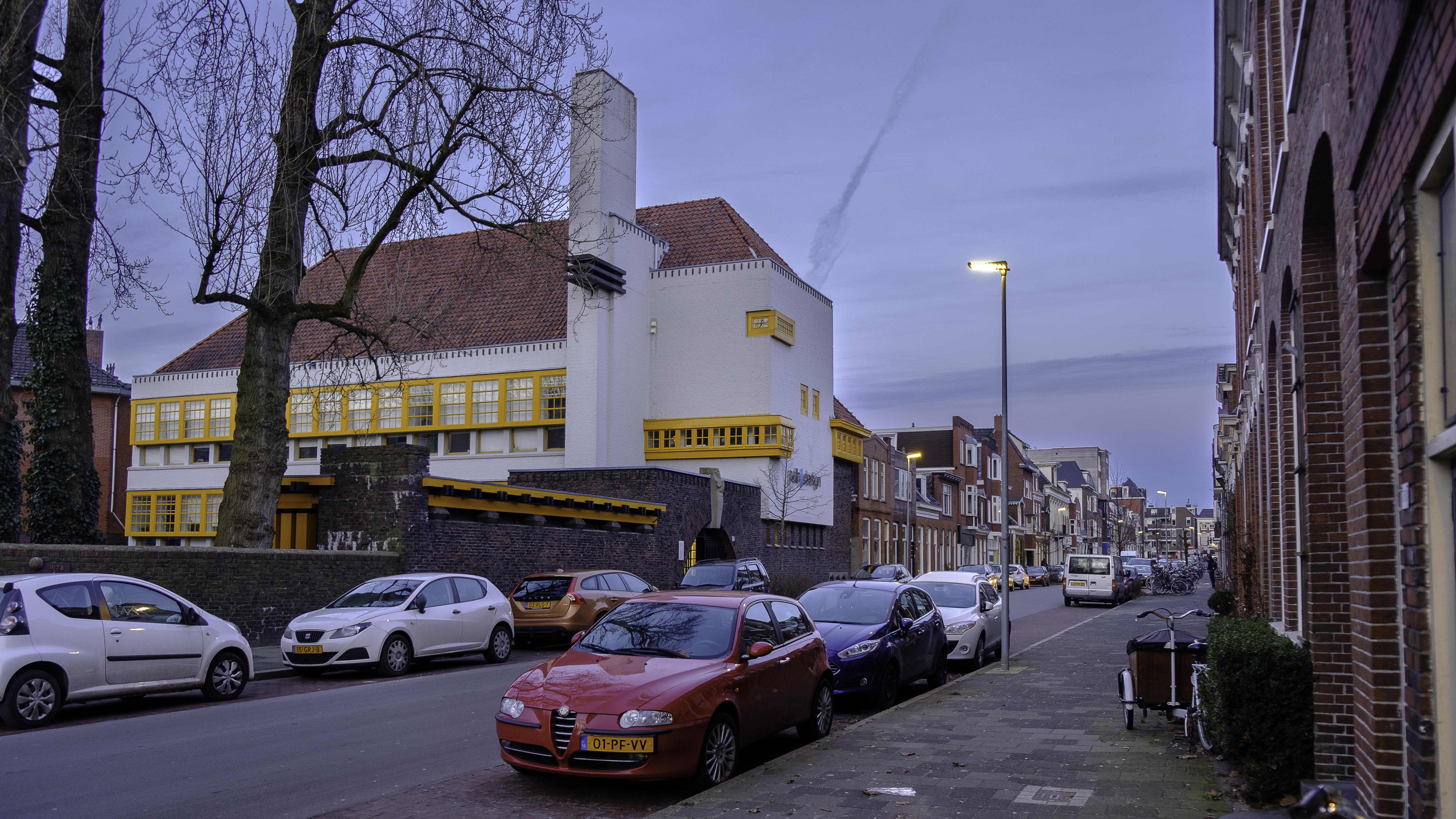
Rabenhauptstraat
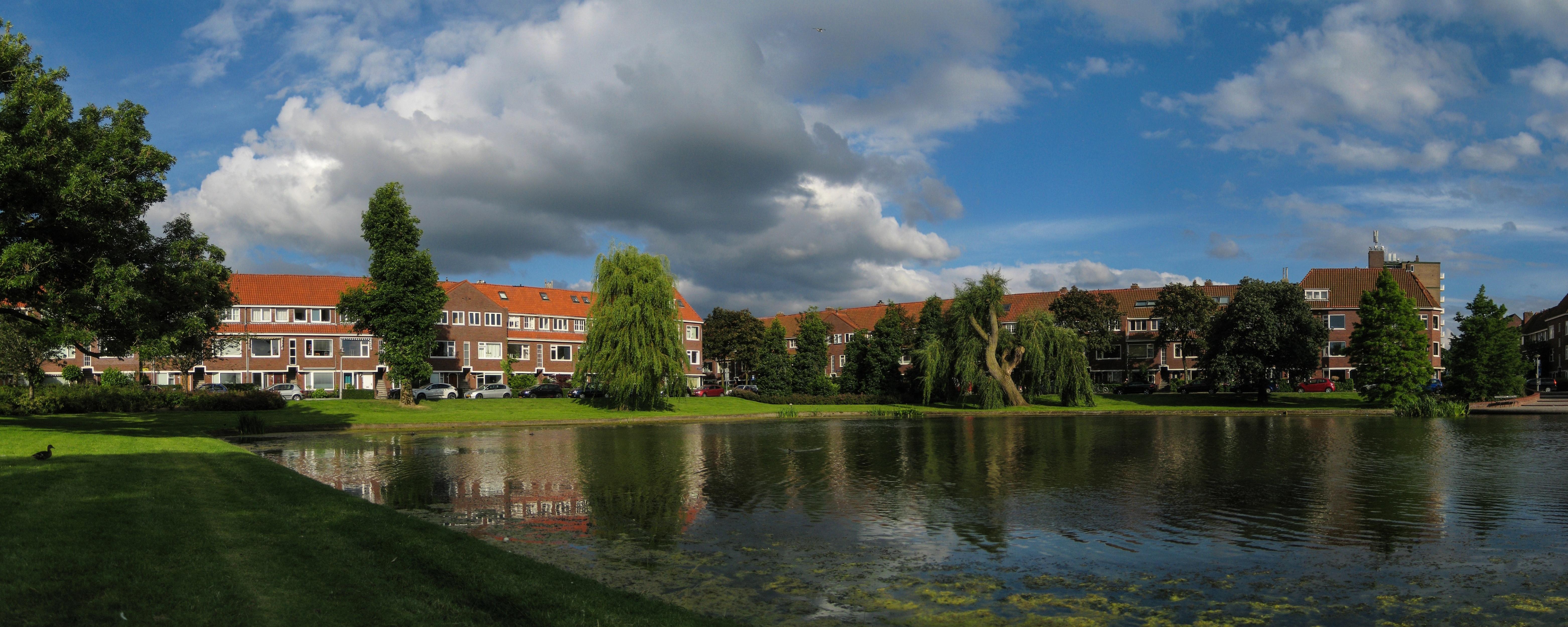
Van Brakelplein, Zeeheldenbuurt
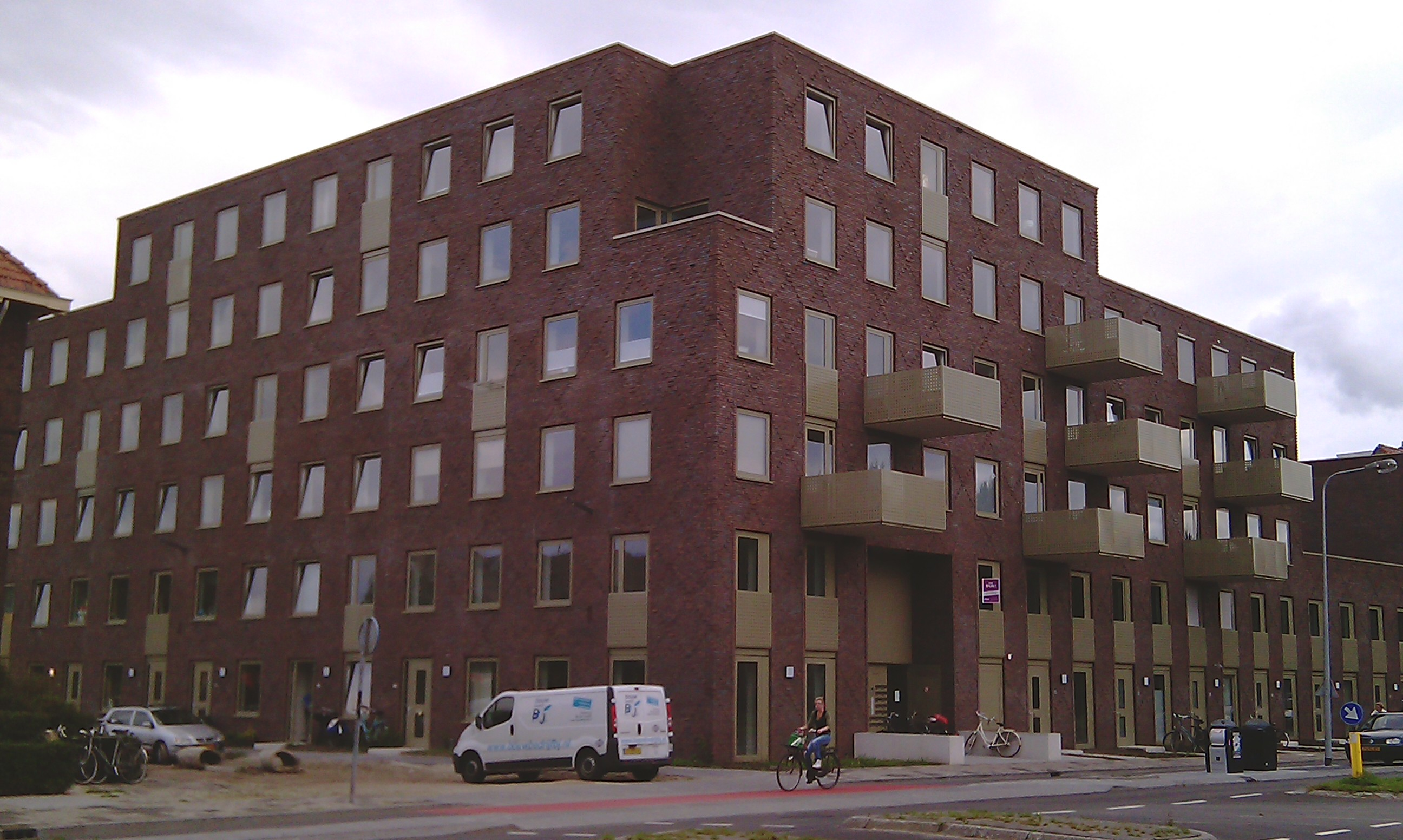
Nieuwbouw Grunobuurt
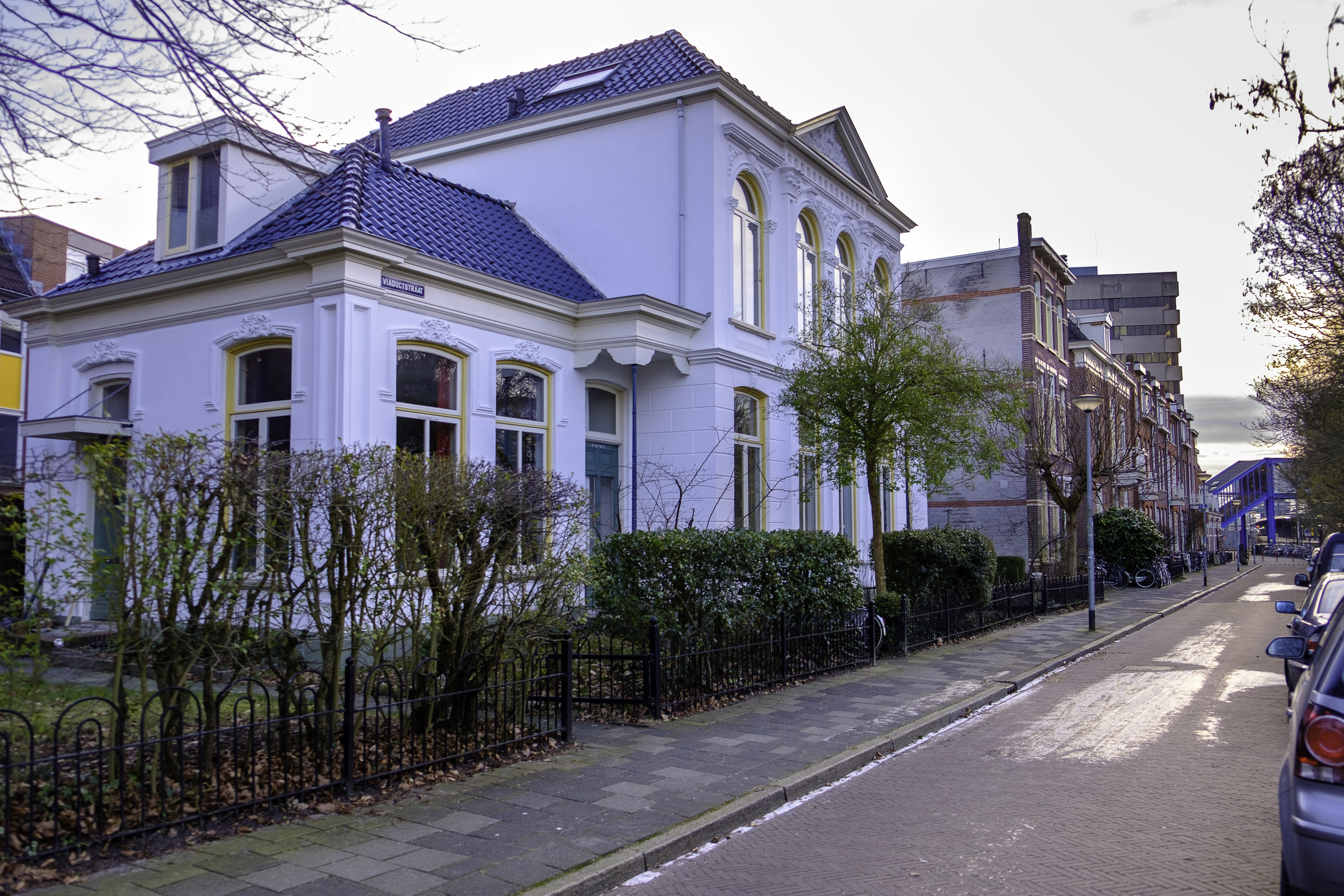
Viaductstraat